# Lliga espanyola de bàsquet femenina 1982-1983
La Lliga espanyola de bàsquet femenina 1982-83 fou la vintena edició de la competició. Se celebrà des del 16 d'octubre de 1982 fins al maig de 1983 i fou organitzada per la Federació Espanyola de Basquetbol. Hi participaren dotze equips, tanmateix, el Club Joventut Badalona no hi prengué part per manca de patrocini comercial. Disputaren una lliga regular a doble volta, amb un total de vint-i-dues jornades. El primer classificat fou declarat campió de Lliga i tingué dret a participar en la Copa d'Europa de la temporada següent. Per primer cop, la federació obligà les jugadores a fer una anàlisi de control de sexe, influït per la polèmica de Marisol Paíno, i, per altra banda, l'empresa Grazzia patrocinà la competició per primer cop.
Es proclamà campió el Picadero Comansi, que aconseguí el seu sisè i darrer títol de lliga. La jugadora de l'Avon Alcalá, Cecilia García, fou la màxima anotadora de la competició amb 24,6 punts per partit.

## Clubs participants
- Avon Alcalá
- CB Las Banderas
- CB Betània-Patmos
- Canoe NC
- Celta-Citroën
- Escolapias de Madrid
- Hispano Francès Menén
- GE Iberia
- Picadero Comansi
- Coronas Tenerife
- Universitario Valladolid
- Club Joventut Badalona[Nota 1]

## Taula de resultats
| Casa \ Fora              | ALC    | BAN    | BET    | CAN   | CEL   | ESC    | HIS   | IBE    | PIC   | TEN   | UNI    |
| ------------------------ | ------ | ------ | ------ | ----- | ----- | ------ | ----- | ------ | ----- | ----- | ------ |
| Avon Alcalá              | —      | 78–88  | 83–74  | 90–66 | 66–67 | 94–45  | 94–74 | 99–95  | 62–85 | 82–64 | 80–62  |
| CB Las Banderas          | 65–67  | —      | 105–81 | 70–90 | 55–75 | 63–68  | 87–73 | 93–89  | 79–89 | 89–64 | 74–51  |
| CB Betània-Patmos        | 102–70 | 81–79  | —      | 61–61 | 69–72 | 105–74 | 65–67 | 89–87  | 47–87 | 69–67 | 59–51  |
| Canoe NC                 | 68–65  | 85–54  | 83–56  | —     | 79–50 | 79–48  | 90–52 | 77–72  | 70–68 | 84–54 | 67–41  |
| Celta-Citroën            | 66–62  | 86–59  | 112–43 | 59–75 | —     | 89–57  | 84–45 | 67–59  | 66–73 | 84–44 | 82–46  |
| Escolapias de Madrid     | 55–83  | 75–76  | 75–88  | 52–87 | 58–86 | —      | 69–64 | 53–106 | 39–95 | 65–68 | 66–36  |
| Hispano Francès Menén    | 76–85  | 86–66  | 76–83  | 47–67 | 50–89 | 78–58  | —     | 69–66  | 58–78 | 78–54 | 72–46  |
| GE Iberia                | 89–89  | 88–82  | 104–97 | 76–78 | 74–78 | 103–71 | 83–86 | —      | 72–86 | 80–86 | 72–39  |
| Picadero Comansi         | 83–59  | 106–44 | 80–56  | 68–56 | 87–52 | 93–56  | 88–62 | 90–73  | —     | 99–42 | 110–32 |
| Coronas Tenerife         | 68–68  | 102–89 | 73–84  | 60–73 | 47–77 | 68–72  | 52–69 | 61–91  | 48–89 | —     | 78–63  |
| Universitario Valladolid | 65–76  | 58–66  | 67–64  | 41–89 | 37–66 | 59–55  | 63–78 | 58–78  | 56–84 | 68–76 | —      |

## Classificació final
El Picadero Comansi guanyà el seu sisè títol de Lliga, amb dinou victòries i una derrota contra el Canoe NC, subcampió de la competició. Tingueren un paper destacat les jugadores catalanes, Anna Junyer i Rosa Castillo, amb 18,3 i 17,7 punts per partit respectivament i, per altra banda, fou el segon títol de Neus Bartran com a entrenadora, després de la Lliga catalana.

També es classificà per a disputar la Copa d'Europa de la temporada següent, mentre que el CB Betània-Patmos competí a la Copa Ronchetti, per les renúncies dels altres equips. Baixà a Segona divisió el Universitario de Valladolid, mentre que La Unión de Madrid i el Casa Galicia de Las Palmas aconseguiren l'ascens a la Primera Divisió. 
| Pos | Equip                    | PJ | PG | PE | PP | PF   | PC   | DP   | Pts | Classificació o descens           |
| --- | ------------------------ | -- | -- | -- | -- | ---- | ---- | ---- | --- | --------------------------------- |
| 1   | Picadero Comansi         | 20 | 19 | 0  | 1  | 1738 | 1129 | +609 | 38  | Classificat per la Copa d'Europa  |
| 2   | Canoe NC                 | 20 | 17 | 1  | 2  | 1523 | 1184 | +339 | 35  |                                   |
| 3   | Celta-Citroën            | 20 | 16 | 0  | 4  | 1508 | 1185 | +323 | 32  |                                   |
| 4   | Avon Alcalá              | 20 | 11 | 2  | 7  | 1552 | 1457 | +95  | 24  |                                   |
| 5   | Hispano Francès Menén    | 20 | 9  | 0  | 11 | 1360 | 1468 | −108 | 18  |                                   |
| 6   | GE Iberia                | 20 | 8  | 1  | 11 | 1659 | 1539 | +120 | 17  |                                   |
| 7   | CB Betània-Patmos        | 20 | 8  | 1  | 11 | 1484 | 1573 | −89  | 17  | Classificat per la Copa Ronchetti |
| 8   | CB Las Banderas          | 20 | 8  | 0  | 12 | 1485 | 1592 | −107 | 16  |                                   |
| 9   | Coronas Tenerife         | 20 | 5  | 1  | 14 | 1276 | 1597 | −321 | 11  |                                   |
| 10  | Escolapias de Madrid     | 20 | 4  | 0  | 16 | 1211 | 1620 | −409 | 8   |                                   |
| 11  | Universitario Valladolid | 20 | 2  | 0  | 18 | 1039 | 1492 | −453 | 4   | Descendeix a Segona Divisió       |

| Campió de la Lliga espanyola de bàsquet 1982-83 |
| ----------------------------------------------- |
| Picadero Comansi Sisè títol                     |

## Estadístiques
| Màxima anotadora | Màxima anotadora | Màxima anotadora      | Màxima anotadora | Màxima anotadora | Màxima anotadora |
| Pos,             | Jugadora         | Club                  | PT               | PPP              | PJ               |
| ---------------- | ---------------- | --------------------- | ---------------- | ---------------- | ---------------- |
| 1                | Cecilia García   | Avon Alcalá           | 493              | 24,6             | 20               |
| 2                | Rocío Jiménez    | GE Iberia             | 465              | 23,2             | 20               |
| 3                | Carmen Fraile    | CB Betània-Patmos     | 457              | 22,8             | 20               |
| 4                | Judith Alonso    | Escolapias de Madrid  | 448              | 22,4             | 20               |
| 5                | Carmen Martínez  | Citroën Celta         | 406              | 20,3             | 20               |
| 6                | Anna Junyer      | Picadero Comansi      | 367              | 18,3             | 20               |
| 7                | Rosa Castillo    | Picadero Comansi      | 354              | 17,7             | 20               |
| 8                | Elvira Gras      | Canoe NC              | 351              | 17,5             | 20               |
| 9                | Concha Jiménez   | GE Iberia             | 342              | 17,1             | 20               |
| 10               | Assumpció Farré  | Hispano Francès Menén | 341              | 17,0             | 20               |